# Korpiklaani
Korpiklaani es una banda finlandesa de folk metal formada en Lahti en 2003. La banda surge de la disolución de Shaaman.

## Biografía
Tras la disolución de Shaman, Jonne Järvelä pensó que el cambio debía estar enfocado hacia dos fuentes de influencia: las poderosas melodías del folk finés y las del metal clásico. Fue entonces cuando comenzó a buscar músicos para producir este proyecto que tenía en mente. El primero en sumarse al proyecto el violinista Jaakko Lemmetty, conocido como Hittavainen; seguido del batería Matson, un viejo amigo de Jonnes. Luego se le fueron sumando otros integrantes que encajaban con la idea de Jonne. El bajista Arto Tissari, el guitarrista Toni Honkanen y el percusionista Ali Mata, que venía de otra banda de folk metal, pronto fueron parte de la banda.
La mayoría de los temas de Korpiklaani, se basan en el típico folk finés, pero con un toque de metal. Eso es lo que da el toque distintivo a Korpiklaani entre otras bandas de folk metal, quienes usualmente usan el folk como un impulso a partir del metal.
Es música típicamente finesa, y no temen ser encasillados como “yokels”, que viven en el medio del bosque. En el 2003 hicieron su debut a través de Napalm Records. El disco se llamó Spirit of the Forest. El disco presentaba un folk intenso, variando entre la magia de la instrumentación folk, y el metal finés.
Seguido a este lanzamiento, se sumó a la banda un segundo guitarrista, Cane con quien empezaron a trabajar en el siguiente trabajo, que se titularía Voice of Wilderness. Bajo la supervisión de Samu Oitinen (Fantom Studio) la banda repasó intensivamente canción por canción.
Este es un disco con mucha energía, donde los violines le dan una atmósfera única difícil de encontrar en otras bandas del mismo género. Las guitarras están orientadas hacia el metal clásico: fuertes y con presencia. Las voces de Jonne entonando cánticos a medio tiempo acompañan perfectamente esta mezcla.
Con la grabación de Voice of Wilderness completa, los miembros de Korpiklaani se concentraron ya en encontrar un acordeonista permanente. Junho le dio entonces a la banda una energía melódica y la atmósfera folk, que buscaban para los conciertos en directo. Tanto Voice of Wilderness como Spirit of the Forest han recibido una excelente acogida por tanto de la crítica y del público. En primavera de 2006 lanzaron su tercer álbum, Tales along this road, con Virva Holtiton al kantele y Samuel Dan para los coros como invitados especiales y Ali Määttä (percusión) Arto Tissari (bajo) Toni "Honka" Honkanen (guitarras) como participantes exclusivos de ese disco.
Un año más tarde, Korpiklaani vuelve al estudio, lanzando su cuarto álbum de estudio, Tervaskanto. El disco dejó bastante complacidos a los fanes, con canciones como  Tervaskanto y la popular  Let's drink

### Korven Kuningas
Después de cuatro álbumes, la banda finlandesa Korpiklaani volvió al estudio, esta vez para grabar su quinto álbum Korven Kuningas ("Rey de los Bosques"). Este álbum ayudaría aún más a que Korpiklaani fuera considerada como una de las bandas más importantes del folk metal. La canción Metsämies encantó a la crítica y a los fanes también, pero su canción más popular del disco es Keep On Galloping, que fue el primer sencillo de la banda y también tuvo un videoclip.

### Karkelo
Korpiklaani nuevamente volvió al estudio en 2009 y lanzó su sexto álbum de estudio Karkelo, cumpliendo así, 5 años lanzando discos consecutivamente. Karkelo significa fiesta o pasarlo bien en finés. La canción Vodka, el segundo sencillo del grupo es considerada por muchos como la mejor canción de la banda, y es sin duda una de las más populares. El disco tuvo una gran acogida y le valió a Korpiklaani una invitación a uno de los festivales de metal más importantes del mundo, el Wacken Open Air, consolidando así la carrera de la banda. La banda repasó sus más grandes éxitos e incluso se grabó un DVD en alta definición del concierto.

### Ukon Wacka
Tras un año de descanso, Korpiklaani lanza Ukon wacka (2011), que es una antigua fiesta pagana en honor al dios Ukko. La banda volvió a encantar a sus fanes e incluso hicieron una versión de la canción Iron Fist, original de Motörhead. La canción Tequila se volvió rápidamente un rotundo éxito, grabando un videoclip de aquella canción. El disco incluye el sencillo homónimo lanzado en 2011 (el tercero de Korpiklaani).

## Miembros
- Jonne Järvelä - Voz, guitarra
- Cane - Guitarra, coros
- Jarkko - Bajo eléctrico, coros
- Olli Vänskä - Violín, coros
- Sami Perttula - Acordeón, coros
- Matson - Batería

## Discografía
- Spirit Of The Forest (2003)
- Voice Of Wilderness (2005)
- Tales Along This Road  (2006)
- Tervaskanto (2007)
- Korven Kuningas (2008)
- Karkelo (2009)
- Ukon Wacka (2011)
- Manala (2012)
- Noita (2015)
- Kulkija (2018)
- Jylhä (2021)
- Rankarumpu (2024)

### Sencillos
- «Ođđa Mailbmi» (1998)
- «Keep on Galloping» (2008)
- «Vodka» (2009)
- «Ukon Wacka» (2010)
- «Tequila» (2011)
- «Metsälle» (2011)
- «Kunnia» (2012)
- «Lempo» (2015)
- «Leväluhta» (2020)
- «Interrogativa Cantilena» (2022)
- «Krystallomantia» (2022)
- «Gotta Go Home» (2023)